# George Sudarshan
Ennackal Chandy George Sudarshan —también E. C. G. Sudarshan— (Pallom, Raj británico; 16 de septiembre de 1931-14 de mayo de 2018) fue un eminente físico indio-estadounidense, autor y profesor en la Universidad de Texas en Austin.

## Biografía

### Juventud
George Sudarshan nació en Pallom, distrito de Kottayam, Kerala, India, aunque posteriormente se nacionalizó estadounidense. Estudió en Colegio de Kottayam de la Church Mission Society —el CMS College— y se graduó con honores en la Universidad cristiana de Madras en 1951, donde posteriormente obtuvo también un máster, en 1952.
Después se trasladó a la Universidad de Rochester en Nueva York con Robert Marshak, como estudiante graduado. En 1958 recibió su doctorado por la Universidad de Rochester. Posteriormente se trasladó como becario a la Universidad de Harvard, donde trabajó con Julian Schwinger.
Fue criado en una familia cristiana siria, pero más tarde dejó esta religión. Se consideraba a sí mismo hindú Vedānta, y señaló su desacuerdo con la visión de la Iglesia sobre Dios y la falta de experiencia espiritual como las razones por las que abandonó el cristianismo.

### Carrera
Sudarshan ha realizado significantes contribuciones en muy distintas áreas de la física. Fue pionero —junto a Robert Marshak— de la teoría V-A de la interacción débil —realizada también después por Richard Feynman y Murray Gell-Mann— la cual estableció las bases de la teoría electrodébil. Feynman dijo en 1963: «La teoría V-A que fue descubierta por Sudarshan y Marshak y publicada por Feynman and Gell-Mann».
También desarrolló una representación cuántica de la luz coherente —por la cual Glauber fue premiado con el Nobel en 2005—.
El trabajo, probablemente más significativo de Sudarshan podría ser su contribución al área de óptica cuántica. Su teorema prueba la equivalencia entre las ondas ópticas clásicas y las ondas cuánticas. Este teorema hace uso de la representación de Sudarshan. Esta representación también predice los efectos ópticos que son puramente cuánticos y no pueden ser explicados de forma clásica.
Sudarshan fue también el primero en proponer la existencia de los taquiones partículas que viajan más rápido que la luz. Desarrolló el llamado formalismo dinámico de mapas, que es uno de los formalismos fundamentales para el estudio de sistemas cuánticos abiertos. Además en colaboración de Baidyanaith Misra, también propusieron el efecto cuántico Zeno.
Sudarshan y sus colaboradores iniciaron «la teoría cuántica de las partículas cargadas de rayos ópticos» trabajando con la acción concentrada de quadrupole magnética usando la ecuación de Dirac.
Enseñó en el Instituto Tata de Investigación Fundamental (TIFR), Universidad de Rochester, Universidad de Syracuse y Harvard desde 1969 en adelante. Ha sido profesor de Física en la Universidad de Texas en Austin y profesor superior en el Instituto Indio de Ciencias. Trabajó como director en el Instituto de Ciencias Matemáticas, Chennai, India, durante cinco años, en la década de los 80 dividiendo su tiempo entre la India y Estados Unidos. Durante su ocupación, lo trasformó en un centro de excelencia. También conoció y mantuvo muchas discusiones con el filósofo J. Krishnamurti.
Sus áreas de interés incluyen: la física de partículas elementales, la óptica cuántica, la información cuántica, la teoría cuántica de campos, teoría de campo gauge, mecánica clásica y fundaciones de física. También estaba profundamente interesado en Vedanta, la cual leía frecuentemente.

### Polémica en torno al Premio Nobel
Sudarshan ha pasado por los premios Nobel de física en más de una ocasión liderando la controversia en 2005 cuando varios físicos escribieron a la academia Suiza protestando porque Sudarshan debería haber sido galardonado con una parte del premio por la representación diagonal de Sudarshan —también conocido como la representación de Sudarshan-Glauber— en óptica cuántica por la cual Roy J. Glauber ganó y compartió el galardón.
En 2007, Sudarshan dijo al Hindustan Times, «El premio nobel de física de 2005 fue otorgado por mi trabajo, pero no fue a mi al que se lo dieron. Cada uno de los descubrimientos por los que se ha entregado este Nobel fueron basados en mis trabajos de investigación», Sudarshan también comentó por su ausencia en el Nobel de 1979, «Steven Weinberg, Sheldon Glashow y Abdus Salam se basaron en el trabajo que yo hice como estudiante a los 26 años de edad. Si se da un premio por la construcción de un edificio, ¿No deberían dar el premio al que construyó el primer piso antes que al que hizo el segundo?».

## Premios
- Medalla Dirac del ICTP, 2010.
- Padma Vibhushan, el segundo galardón civil más alto del gobierno de India, 2007.
- Premio Majorana, 2006.
- Primer Premio en Física, Tercera Academia mundial de ciencias, 1985.
- Medalla Bose, 1977.
- Padma Bhushan condecoración por el presidente de India, 1976.
- Galardón CV Raman, 1970.

## Publicaciones
- Doubt and Certainty con Tony Rothman
- Classical Dynamics con N. Mukunda
- Fundamentals of Quantum Optics con John Klauder
- Introduction to Elementary Particle Physics con Robert Marshak
- From Classical to Quantum Mechanics: An Introduction to the Formalism, Foundations and Applications con Giampiero Esposito y Giuseppe Marmo
- Pauli and the Spin-Statistics Theorem con Ian Duck y Wolfgang Pauli (enero de 1998)